# Твентинајн Палмс (Калифорнија)
Твентинајн Палмс (енгл. Twentynine Palms) град је у америчкој савезној држави Калифорнија. По попису становништва из 2010. у њему је живело 25.048 становника.

## Демографија
Према попису становништва из 2010. у граду је живело 25.048 становника, што је 10.284 (69,7%) становника више него 2000. године.
| Група             | 2000.         | 2010.          |
| Белци             | 9.548 (64,7%) | 15.229 (60,8%) |
| Афроамериканци    | 1.381 (9,4%)  | 2.063 (8,2%)   |
| Азијати           | 563 (3,8%)    | 979 (3,9%)     |
| Хиспаноамериканци | 2.202 (14,9%) | 5.212 (20,8%)  |
| Укупно            | 14.764        | 25.048         |